# Dives in misericordia
Dives in misericordia (latim: Rico em misericórdia) é a segunda encíclica escrita pelo Papa João Paulo II. É um exame moderno do papel da misericórdia — tanto a misericórdia de Deus quanto a necessidade da misericórdia humana — apresentando a parábola bíblica do Filho Pródigo como tema central. O texto original foi escrito à mão em polonês. A encíclica foi promulgada em 30 de novembro de 1980.

## Fundo
João Paulo II tinha um forte amor pela Divina Misericórdia, devoção revelada por sua colega polonesa, Faustina Kowalska (n. 1905 - d. 1938), devoção que ele posteriormente instituiu para toda a Igreja Católica em 2000 como Domingo da Divina Misericórdia e durante a vigília, em 2005, ele morreu. Ele disse a seu biógrafo George Weigel que se sentia espiritualmente "muito próximo" de Kowalska quando começou a encíclica.
A segunda encíclica do Papa João Paulo II continua a examinar os problemas mundiais levantados em sua primeira encíclica, Redemptor hominis, incluindo crescente militarização, tirania, fome e problemas diários da vida pessoal. Ele ensina que a única resposta cristã autêntica a esses problemas crescentes é através do amor informado pela misericórdia de Deus, especialmente conforme revelado no amor do Pai na Trindade.

## Introdução da encíclica
Assim como em sua encíclica anterior, João Paulo motiva sua discussão examinando muitos problemas do mundo. Ele postula que muitos no mundo de hoje ficam inquietos com a ideia de misericórdia. Em oposição a um domínio impessoal e tecnológico sobre o mundo que "parece não ter espaço para misericórdia", João Paulo apela ao mundo para que se volte para a misericórdia de Deus: "Desejo que sejam um apelo sincero da Igreja à misericórdia, de que a humanidade e o mundo moderno tanto precisam. E eles precisam de misericórdia, embora muitas vezes não percebam isso." 

## Revelação em andamento
O título é tirado do apóstolo Paulo, que escreve em Efésios 2: 4 que Deus é “rico em misericórdia”. O tema é “a revelação do mistério do Pai e do seu amor. "É, do começo ao fim, um lembrete para a Igreja de quem o Pai é, - quem ele revela ser." Isso reitera um conceito discutido na exortação apostólica Catechesi tradendae de 1979, que fala da revelação como uma realidade passada e presente.

## Mensagem de misericórdia de Jesus
O papa dá ênfase especial à missão de ensino de Jesus aos pobres, doentes, pecadores e rejeitados: “Especialmente por meio de seu estilo de vida e de suas ações, Jesus revelou que o amor está presente no mundo em que vivemos... Esse amor se torna particularmente notado no contato com o sofrimento". Ligando isso à afirmação de Jesus de que " Aquele que me viu, viu o Pai", João Paulo ressalta que isso revela um amor misericordioso semelhante por todos no mundo, especialmente aqueles que sofrem.

## Antecedentes do Antigo Testamento
O papa remonta a mensagem da misericórdia divina aos livros anteriores da Bíblia. Ele discute os repetidos exemplos de Deus retornando ao seu povo após o abandono dele.
João Paulo II comenta também a relação entre misericórdia e justiça: “em muitos casos [a misericórdia] mostra-se não só mais poderosa do que a justiça, mas também mais profunda". Ele escreve que a Escritura mostra que "a misericórdia difere da justiça, mas não se opõe a ela, se admitirmos na história do homem ... a presença de Deus, que já como Criador se ligou à sua criatura com um amor particular. "

## O pródigo

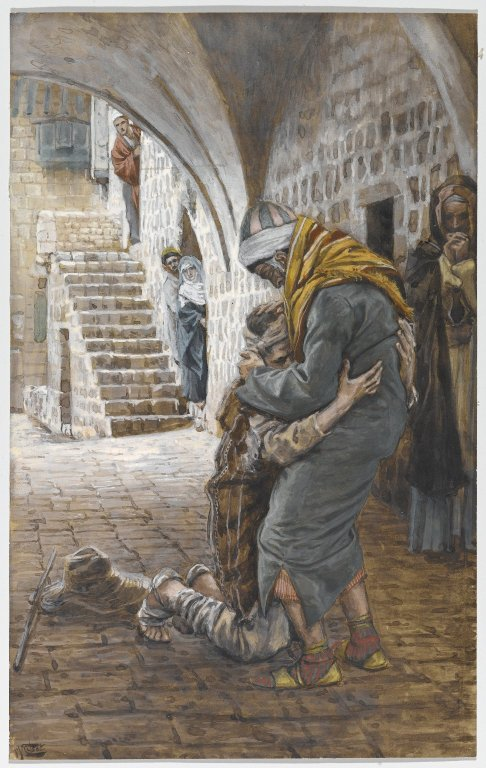
O retorno do filho pródigo (Le retour de l'enfant prodigue), de James Tissot, Museu do Brooklyn

João Paulo apresenta a parábola do filho pródigo como uma analogia especialmente vívida da misericórdia de Deus para com o homem.
Quando o filho decide voltar para a casa do pai, para pedir ao pai que o receba - não mais por seu direito de filho, mas como empregado - à primeira vista parece estar agindo em razão da fome e da pobreza em que ele caiu; esse motivo, porém, é permeado pela consciência de uma perda mais profunda: ser empregado contratado na casa do próprio pai é certamente uma grande humilhação e fonte de vergonha. No entanto, o filho pródigo está pronto para sofrer essa humilhação e vergonha. Ele percebe que não tem mais nenhum direito a não ser o de ser empregado da casa do pai. Sua decisão é tomada com plena consciência do que ele mereceu e do que ainda pode ter direito de acordo com as normas da justiça.
João Paulo fala sobre a reação do pai do filho, que o acolhe com um amor misericordioso sem limites, e não com uma simples insistência na justiça. "Torna-se mais evidente que o amor se transforma em misericórdia quando é necessário ir além da norma precisa da justiça - precisa e muitas vezes estreita demais."  João Paulo ressalta que a reação do pai é baseada em mais do que mero sentimento, mas em uma compreensão mais profunda do que seu filho realmente precisa: "O pai sabe que o que se salvou foi um bem fundamental: o bem da vida de seu filho. Embora tenha esbanjado a herança, a verdade é que a sua vida está salva."  O papa afirma que esta parábola ilustra que a misericórdia é melhor julgada não pelas meras coisas externas, mas por um exame mais profundo do que ela faz ao interior do homem.

## Misericórdia revelada na crucificação e ressurreição
João Paulo então se volta para a mensagem central do Cristianismo: a crucificação e ressurreição de Jesus, e as examina quanto às suas implicações na misericórdia de Deus. Na Paixão, Cristo apela à misericórdia, mas ele mesmo não é poupado. O Papa João Paulo chama isso de uma "superabundância" da justiça de Deus como reparação pelos pecados do homem, mas brotando do amor supremo do Pai pelo homem. Assim, ele escreve, na crucificação de Jesus, a justiça é simultaneamente cumprida e revelada por um amor mais profundo: "A dimensão divina da redenção não se verifica somente apenas em ter feito justiça do pecado, mas também no facto de ter restituído ao amor a força criativa, graças à qual o homem mais uma vez tem acesso à plenitude da vida e à santidade que vêm de Deus. Desta forma, a redenção envolve a revelação da misericórdia em sua plenitude.”